# 岩永彩之心
岩永 彩之心（いわなが あやのしん、1996年11月20日 - ）は、日本の子役、男性ジュニアアイドルである。
東京都出身。ゲンキッズ子供タレント所属。実兄は岩永幸之城。

## 出演

### テレビドラマ
- 栞と紙魚子の怪奇事件簿 フランダースみたいな豚（2008年2月23日、日本テレビ）

### その他のテレビ番組
- よゐこのKIDSぱらだいす!（キッズステーション）

### CM
- 日産・ティーノ
- セボン住宅販売

### イメージDVD
- すきっぷぼーいず 彩之心君! 11歳（2008年11月10日、イーアンツ）
- すきっぷぼーいず 彩之心君! 12歳（2009年3月10日、イーアンツ）
- 美少年コレクション 〜イケメン少年大図鑑〜 Vol.2彩之心（2009年6月25日、アイパワー）
- すきっぷぼーいず 中学生!! 彩之心君!（2009年11月25日、イーアンツ）
- 美少年コレクション コンプリートBOX〜イケメン少年大図鑑〜（2010年8月25日、アイパワー）

※ただしRCHS製「彩乃心」や、「すきっぷぼーいずアダルト」は上記とはまったく無関係のメーカーである。

## 書籍

### 雑誌
- ボーイズオンザラン Gmook-24（2009年5月29日、ジーウォーク）